# Standing on a Beach
Standing on a Beach (у CD-варіанті видана під назвою Staring at the Sea) — збірка британського гурту The Cure, представлена у травні 1989 року; платівка є наглядною демонстрацією зміни творчого шляху гурту протягом восьми років.

## Про альбом
Standing on a Beach було представлено на 3 видах носіїв: грамплатівці, компакт-диску і компакт-касеті. На вінілі містились всі 13 випущених синглів у хронологічному порядку. Компакт-диск містив ті ж композиції, що і вініл, а також 4 додаткові пісні, які було представлено у попередніх альбомах. На компакт-касеті можна почути всі сингли і бісайди, включно із композицією «Mr. Pink Eyes», яка не увійшла у збірник Japanese Whispers. Також було представлено збірку музичних відео Staring at the Sea: The Images, трек-лист якого ідентичний CD-версії. Всі бісайди із компакт-касети було випущено у 2004 року як частина збірки Join the Dots.

## Список композицій

### Вініл-видання
| Список треків | Список треків                  | Список треків |
| #             | Назва                          | Тривалість    |
| ------------- | ------------------------------ | ------------- |
| 1.            | «Killing an Arab»              | 2:22          |
| 2.            | «Boys Don’t Cry»               | 2:35          |
| 3.            | «Jumping Someone Else's Train» | 2:54          |
| 4.            | «A Forest»                     | 4:53          |
| 5.            | «Primary»                      | 3:33          |
| 6.            | «Charlotte Sometimes»          | 4:13          |
| 7.            | «The Hanging Garden»           | 4:21          |
| 8.            | «Let’s Go to Bed»              | 3:33          |
| 9.            | «The Walk»                     | 3:28          |
| 10.           | «The Lovecats»                 | 3:38          |
| 11.           | «The Caterpillar»              | 3:38          |
| 12.           | «In Between Days»              | 2:56          |
| 13.           | «Close to Me»                  | 3:39          |

### Компакт-диск
| Список треків | Список треків                  | Список треків |
| #             | Назва                          | Тривалість    |
| ------------- | ------------------------------ | ------------- |
| 1.            | «Killing an Arab»              | 2:22          |
| 2.            | «10:15 Saturday Night»         | 3:37          |
| 3.            | «Boys Don’t Cry»               | 2:35          |
| 4.            | «Jumping Someone Else’s Train» | 2:57          |
| 5.            | «A Forest»                     | 4:53          |
| 6.            | «Play for Today»               | 3:42          |
| 7.            | «Primary»                      | 3:33          |
| 8.            | «Other Voices»                 | 4:26          |
| 9.            | «Charlotte Sometimes»          | 4:13          |
| 10.           | «The Hanging Garden»           | 4:21          |
| 11.           | «Let’s Go to Bed»              | 3:33          |
| 12.           | «The Walk»                     | 3:28          |
| 13.           | «The Lovecats»                 | 3:38          |
| 14.           | «The Caterpillar»              | 3:38          |
| 15.           | «In Between Days»              | 2:56          |
| 16.           | «Close to Me»                  | 3:39          |
| 17.           | «A Night Like This»            | 4:11          |

### Компакт-касета

#### Сторона А (сингли)
| Список треків | Список треків                  | Список треків |
| #             | Назва                          | Тривалість    |
| ------------- | ------------------------------ | ------------- |
| 1.            | «Killing an Arab»              | 2:22          |
| 2.            | «Boys Don’t Cry»               | 2:35          |
| 3.            | «Jumping Someone Else’s Train» | 2:54          |
| 4.            | «A Forest»                     | 4:53          |
| 5.            | «Primary»                      | 3:33          |
| 6.            | «Charlotte Sometimes»          | 4:13          |
| 7.            | «The Hanging Garden»           | 4:21          |
| 8.            | «Let’s Go to Bed»              | 3:33          |
| 9.            | «The Walk»                     | 3:28          |
| 10.           | «The Lovecats»                 | 3:38          |
| 11.           | «The Caterpillar»              | 3:38          |
| 12.           | «In Between Days»              | 2:56          |
| 13.           | «Close to Me»                  | 3:39          |

#### Сторона Б (бісайди)
| Список треків | Список треків                                                              | Список треків |
| #             | Назва                                                                      | Тривалість    |
| ------------- | -------------------------------------------------------------------------- | ------------- |
| 1.            | «I’m Cold» (із синглу «Jumping Someone Else's Train»)                      | 2:47          |
| 2.            | «Another Journey By Train» (із синглу «A Forest»)                          | 3:04          |
| 3.            | «Descent» (із синглу «Primary»)                                            | 3:07          |
| 4.            | «Splintered in Her Head» (із синглу «Charlotte Sometimes»)                 | 5:16          |
| 5.            | «Mr. Pink Eyes» (із синглу «The Lovecats»)                                 | 2:42          |
| 6.            | «Happy the Man» (із синглу «The Caterpillar»)                              | 2:45          |
| 7.            | «Throw Your Foot» (із синглу «The Caterpillar»)                            | 3:33          |
| 8.            | «The Exploding Boy» (із синглу «In Between Days»)                          | 2:52          |
| 9.            | «A Few Hours After This» (із синглу «In Between Days»)                     | 2:26          |
| 10.           | «A Man Inside My Mouth» (із синглу «Close to Me»/«Half an Octopuss»)       | 3:05          |
| 11.           | «Stop Dead» (із синглу «In Between Days»/«Close to Me»/«Half an Octopuss») | 4:02          |
| 12.           | «New Day» (із EP «Half an Octopuss»)                                       | 4:08          |

## Позиції в чартах
| Чарт            | Позиція |
| --------------- | ------- |
| Австралія       | 23      |
| Велика Британія | 4       |
| Канада          | 48      |
| Нідерланди      | 6       |
| Німеччина       | 11      |
| Нова Зеландія   | 3       |
| США             | 48      |
| Франція         | 5       |
| Швейцарія       | 11      |
| Швеція          | 27      |